# Manuel Clemente
Manuel José Macário do Nascimento Clemente GCC • GCNSC (Torres Vedras, São Pedro e Santiago, 16 de julho de 1948) é um cardeal português, tendo de 2013 até 2023 sido 17.º Cardeal-Patriarca de Lisboa, com o título de D. Manuel III. A 10 de Agosto de 2023, com a nomeação do seu sucessor, passou a Patriarca Emérito.
Foi Bispo Auxiliar de Lisboa, como o título eclesiástico de Bispo Titular de Pinhel, de 1999 até 2007, quando foi nomeado Bispo do Porto pelo Papa Bento XVI. Permaneceu na Diocese do Porto até à sua nomeação como Patriarca de Lisboa em 2013 pelo Papa Francisco. Tomou posse canónica do Patriarcado na Sé Patriarcal de Lisboa a 6 de Julho de 2013, tendo no dia seguinte realizado a entrada solene no Mosteiro dos Jerónimos, numa Missa Solene concelebrada por todos os Bispos de Portugal e que contou com a presença do então Presidente da República Aníbal Cavaco Silva e de diversas autoridades civis e militares.
Em 4 de janeiro de 2015 o Papa Francisco anunciou a nomeação cardinalícia de Manuel Clemente, tendo sido elevado a cardeal-presbítero com o título da Igreja de Santo António dos Portugueses, Santo António in Campo Marzio, em 14 de fevereiro de 2015 no Consistório Ordinário Público de 2015.

## Formação e percurso académico e científico
Filho de Francisco do Nascimento Clemente e de sua mulher Maria Sofia Correia Lopes Macário, ingressou em 1973 no Seminário Maior de Cristo Rei dos Olivais e, no ano seguinte, licenciou-se em História na Faculdade de Letras da Universidade de Lisboa. A partir de 1975 leciona História da Igreja na Universidade Católica Portuguesa. Formou-se em Teologia nesta mesma universidade em 1979, ano em que foi ordenado presbítero a 29 de junho, já com 31 anos, pelo Cardeal-Patriarca D. António Ribeiro, na Sé de Lisboa. Doutorou-se em Teologia Histórica em 1992 com a tese intitulada ‘Nas origens do apostolado contemporâneo em Portugal. A «Sociedade Católica»’ (1843–1853). Foi diretor do Centro de Estudos de História Religiosa da mesma universidade entre 2000 e 2007. É, desde 1993, membro da Sociedade Científica da Universidade Católica e, desde 1996, Sócio Académico Correspondente da Academia Portuguesa de História. D. Manuel Clemente foi ainda coordenador de dois projetos financiados pela antiga Junta Nacional da Investigação Científica (atual Fundação para a Ciência e a Tecnologia):  Igreja e movimentos sociais: as organizações católicas em Portugal no século XX (1993–1995) e  O movimento católico e a presença da Igreja na sociedade portuguesa (1996–1998).

## Vida eclesiástica
Após a sua ordenação presbiteral, desempenhou as funções de vigário paroquial coadjutor nas paróquias de Torres Vedras e Runa até 1980, quando foi nomeado para a equipa formadora do Seminário dos Olivais. Foi nomeado cónego da Sé Patriarcal em 1989. Entre 1989 e 1997 foi vice-reitor deste seminário e em 1997 foi promovido a reitor, sucedendo na altura ao recém nomeado arcebispo coadjutor de Lisboa, D. José da Cruz Policarpo. Foi coordenador do Conselho Presbiteral do Patriarcado 1996 e coordenador da Comissão Preparatória da Assembleia Jubilar do Presbitério para o ano 2000. É autor de uma vasta obra historiográfica, com destaque para títulos como: Portugal e os Portugueses e Um só propósito publicados em 2009 e Igreja e Sociedade Portuguesa, do Liberalismo à República.

## Bispo

### Bispo auxiliar de Lisboa
Foi nomeado bispo auxiliar de Lisboa, com o título de bispo titular de Pinhel, a 6 de novembro de 1999 por Papa João Paulo II. A ordenação episcopal decorreu a 22 de janeiro de 2000 na Igreja do Mosteiro dos Jerónimos e teve como ordenante principal o bispo-patriarca D. José da Cruz Policarpo e como co-ordenantes os bispos D. Manuel Franco da Costa de Oliveira Falcão e D. Albino Mamede Cleto. Escolheu para lema episcopal: «In Lumine tuo».
Enquanto bispo auxiliar de Lisboa ficou responsável pela zona oeste do Patriarcado. Foi nomeado Promotor da Pastoral da Cultura na Conferência Episcopal Portuguesa a 11 de abril de 2002 e foi o presidente da Comissão Episcopal da Cultura, Bens Culturais e Comunicações Sociais entre 2005 e 2011. É por isso uma figura reconhecida no meio cultural português com a sua contribuição na Pastoral Cultural em Portugal, é um excelente comunicador e é muito respeitado pelos meios intelectuais fora e dentro da Igreja. Há muitos anos que trabalha que colabora regularmente com vários órgãos de comunicação social, participando designadamente em O Dia do Senhor, da Rádio Renascença, há cerca de uma década, tendo ainda uma colaboração ativa na programação da Ecclesia na RTP2, que lhe dispõe um espaço de comentário semanal.
O seu espírito missionário fez com que fosse nomeado para coordenar a equipa portuguesa do Congresso Internacional para a Nova Evangelização (ICNE) que juntou as dioceses de Viena (2003), Paris (2004), Lisboa (2005), Bruxelas (2006) e Budapeste (2007). D. Manuel Clemente tem ligações ao movimento escutista: é escuteiro desde 1964, primeiro na Paróquia de São João de Deus e depois em Torres Vedras e tem participado em acampamentos com os escuteiros da zona oeste do patriarcado. O último foi no XXII Acampamento Nacional de Escuteiros (ACANAC) que decorreu em Idanha-a-Nova em 2012. Tem assistido as Equipas de Nossa Senhora, um movimento que cultiva a espiritualidade dos casais, nomeadamente duas equipas de casais enquanto esteve em Lisboa.

### Bispo do Porto
Foi nomeado bispo do Porto em 22 de fevereiro de 2007 pelo Papa Bento XVI, sucedendo a Dom Armindo Lopes Coelho. Entrou solenemente na diocese a 25 de março. Em 2008, foi o primeiro bispo português a transmitir a mensagem de Natal através do Youtube. Recebeu o Papa Bento XVI na cidade do Porto, no âmbito da Visita Apostólica a Portugal em 2010, no mesmo ano da "Missão 2010", um projeto que fez questão de lançar, tentando alcançar as várias comunidades cristãs. Conseguiu dinamizar esta diocese a ponto de lhe serem dirigidos vários elogios ao seu trabalho pastoral.
Em 2011, foi eleito vice-presidente da Conferência Episcopal Portuguesa, de que é presidente desde 2013 e foi nomeado membro do Pontifício Conselho para as Comunicações Sociais.
Em 2012, no seguimento da publicação de uma Nota Pastoral da Conferência Episcopal Portuguesa, presidiu à sessão solene de abertura das celebrações do 150º aniversário do nascimento da Beata Irmã Maria do Divino Coração, a Condessa Droste zu Vischering e Madre Superiora do Convento das Irmãs do Bom Pastor do Porto, que foi a pessoa responsável por ter influenciado o Papa Leão XIII a efetuar a consagração do Mundo ao Sagrado Coração de Jesus. Dom Manuel Clemente manifestou sempre publicamente a sua especial devoção para com esta personalidade religiosa.

## Patriarca de Lisboa
O anúncio oficial foi feito através da Nunciatura Apostólica a 18 de maio de 2013 numa nota enviada à agência Ecclesia. Numa declaração de despedida à diocese do Porto, D. Manuel Clemente deixa a certeza de que “o coração não tem distância, só profundidade acrescida”. A posse canónica decorreu a 6 de julho na Sé Patriarcal, perante o cabido da mesma, e a entrada solene no Patriarcado de Lisboa realizou-se no dia seguinte, a 7 de julho de 2013, na Igreja do Mosteiro dos Jerónimos.

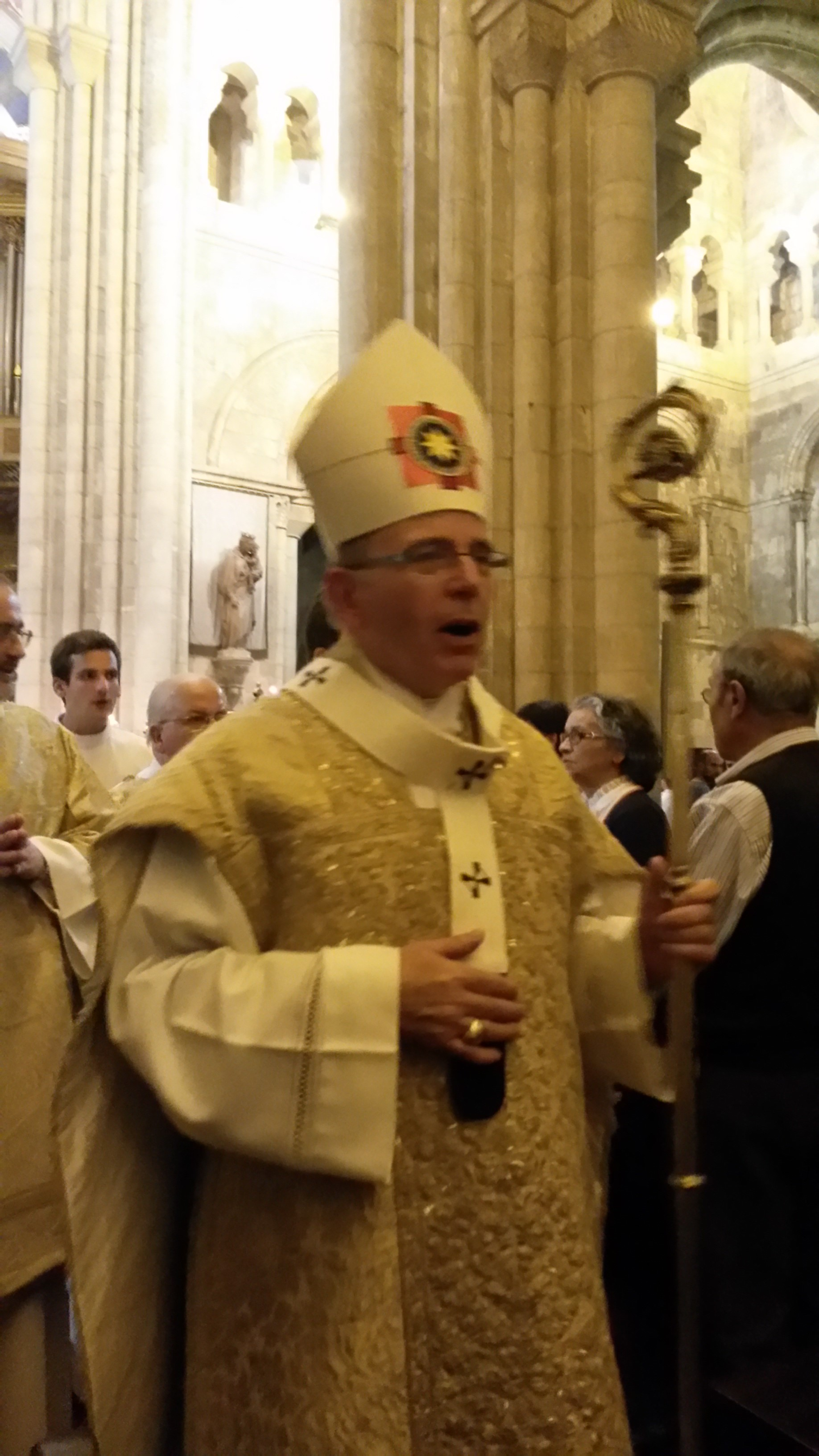
D. Manuel Clemente, Patriarca de Lisboa, na celebração do aniversário da dedicação da Sé Patriarcal de Lisboa (25 de Outubro)

A Nunciatura Apostólica relembra que a resignação “por limite de idade” do Cardeal-Patriarca Emérito, D. José Policarpo, apresentada em 2011 aos 75 anos, já tinha sido aceite pelo Papa Bento XVI, decisão confirmada pelo Papa Francisco. Considerado um dos profundos pensadores do País na atualidade, o Bispo do Porto há muito que era dado como o mais provável sucessor de D. José Policarpo. D. Manuel Clemente assumiu, assim, o mais destacado cargo da Igreja Católica em Portugal, ocupando o lugar de D. José Policarpo, que era Cardeal-Patriarca desde 1998. Pelo facto de Lisboa ser sede de um Patriarcado Metropolitano, ou seja, o Patriarca é também Metropolita da Província Eclesiástica de Lisboa, D. Manuel Clemente recebeu o pálio das mãos do Papa Francisco, durante a cerimónia de imposição que decorreu a 29 de junho de 2013, na Basílica de São Pedro.
Entre 2013 e 2020, foi presidente da Conferência Episcopal Portuguesa, terminando o mandato de D. José Policarpo - que iria até 2014, mas foi interrompido por força da renúncia deste - e sendo depois reeleito em 2014 e 2017, para mandatos de três anos cada.

### Brasão de armas
O Brasão de Armas de D. Manuel Clemente, Patriarca de Lisboa, tem a seguinte leitura heráldica: escudo de prata, com cruz latina de vermelho carregada, no cruzamento dos braços, de uma estrela de oito raios de ouro. O escudo assente sobre a cruz arquiepiscopal (patriarcal) de ouro, com pedraria de vermelho, encimada pelo galero de 30 borlas, como é uso dos Patriarcas da Igreja Latina, de púrpura como é próprio do Patriarca de Lisboa. Sotoposto ao escudo, listel branco com o lema episcopal (latino) em maiúsculas “IN LUMINE TUO”.

## Cardeal
O Papa Clemente XII, pela Bula “Inter Praecipuas Apostolici Ministerii” de 17 de fevereiro de 1737, estabeleceu perpetuamente que o prelado nomeado Patriarca de Lisboa fosse elevado à dignidade cardinalícia no Consistório imediatamente seguinte à sua eleição. Já durante o século XX, a conjugação da obrigatoriedade de apresentação de renúncia aos 75 anos para os bispos da Igreja latina com a perda do direito de eleição do Papa para os cardeais com mais de 80 anos levou os Papas a evitar a nomeação como cardeal do bispo (ou arcebispo) de uma Sé cujo bispo emérito fosse ainda Cardeal Eleitor. Formou-se assim um novo costume pontifício que tem sido quase sempre observado.
Com a morte de D. José Policarpo, Cardeal-Patriarca Emérito de Lisboa, em 12 de março de 2014, a Sé Patriarcal de Lisboa deixou de ter um Cardeal Eleitor. Por conseguinte e em cumprimento do privilégio perpétuo concedido ao Patriarcado de Lisboa foi anunciado pelo Papa Francisco, em 4 de janeiro de 2015, que D. Manuel Clemente seria elevado a Cardeal a 14 de fevereiro de 2015 no Consistório Ordinário Público de 2015.
O rito de imposição do barrete e da entrega do anel e da bula de criação cardinalícos a D. Manuel Clemente decorreu a 14 de fevereiro de 2015, na Basílica de São Pedro, em Roma. O Patriarca de Lisboa, 44º cardeal da história da Igreja Portuguesa, foi investido com o título de Santo António in Campo Marzio, vinculado à Igreja de Santo António dos Portugueses, e que havia sido atribuído ao seu antecessor, D. José Policarpo.
Após a elevação a Cardeal D. Manuel Clemente assumiu o título de D. Manuel III, Cardeal-Patriarca de Lisboa.

## Polémicas
Em 2019, no âmbito das eleições para o Parlamento Europeu, o Patriarcado de Lisboa, liderado por D. Manuel Clemente, partilhou na rede social Facebook um gráfico da autoria da Federação Portuguesa pela Vida em que a coligação BASTA, liderada por André Ventura, surgia como opção de voto que os católicos deveriam ponderar, uma vez que assumia posições «em defesa da vida». A publicação acabou por ser removida pelo Patriarcado, que alegou ter-se tratado de uma «imprudência», que «é essencial que toda a gente tenha a possibilidade de discernir o seu voto» e que a posição da Igreja se encontrava expressa na carta pastoral da Conferência Episcopal Portuguesa e não em nenhum partido político.
Em 2020, no âmbito da discussão parlamentar sobre a despenalização da morte medicamente assistida, D. Manuel Clemente cancelou uma audiência com o presidente do CHEGA, André Ventura, depois de André Ventura ter defendido que os insultos racistas contra Moussa Marega não constituíam manifestação da existência de racismo em Portugal. André Ventura referiu que o cancelamento da audiência com D. Manuel Clemente era «um dos episódios mais tristes da [sua] vida política» e que escrevera uma carta ao Patriarcado de Lisboa, criticando a Igreja Católica pelo «facto de a Igreja ter cedido ao politicamente correto e aos poderes instituídos». Após as críticas de André Ventura, D. Manuel Clemente acabou mesmo por receber, dias depois do cancelamento, o presidente do CHEGA em audiência, alegando que o cancelamento da primeira audiência se devera apenas a motivos de agenda.
Em 2022, foi acusado por órgãos de comunicação social de ter ocultado a denúncia de abusos sexuais de um sacerdote na década de 1990, tendo-o mantido em funções noutro local e em contacto com jovens. O sacerdote em questão continuou a gerir uma associação privada onde acolhe famílias, jovens e crianças,
Confrontado com a acusação, Manuel Clemente, que tomou posse como Patriarca em 2013, disse que o caso ocorreu durante o mandato do seu antecessor (José Policarpo, falecido em 2014), tendo se encontrado com a vítima a seu pedido em 2019 e que a mesma lhe tinha pedido para o caso não ser denunciado. Assim, não foi feita denúncia às autoridades civis nem houve um procedimento interno da Igreja, ainda que fosse essa já a orientação na época, com o Papa Francisco no Vaticano. D. Manuel Clemente tinha sido o representante português numa  cimeira (em Fevereiro de 2019) sobre o tema dos abusos sexuais, convocada pelo Papa Francisco, da qual saíram mensagens muito claras: o foco da Igreja tem de estar nas vítimas, os casos têm de ser comunicados às autoridades e os bispos não devem poupar esforços para proteger as crianças e os jovens de possíveis abusos. Foi depois desta cimeira que D. Manuel Clemente, novo patriarca de Lisboa, se reuniu com a vítima .
Em 2020, foram aprovadas as novas orientações eclesiásticas, pelo Papa Francisco em Julho de 2020, que determinam que todos os casos de abuso de menores devem ser comunicados às autoridades civis, mesmo em países onde não existe essa obrigação legal (como em Portugal), uma vez que é necessário proteger não só as vítimas, como também evitar que os presumíveis abusadores possam reincidir nos seus crimes. Uma vez que essas normas só entraram em vigor a 16 de julho de 2020, Clemente considera que não estava obrigado a segui-las aquando do encontro com a vítima. Entretanto, a nível criminal o caso já prescreveu.
O Presidente da República Marcelo Rebelo de Sousa pronunciou-se publicamente sobre o caso, rejeitando que tenha havido ocultação de crimes pelos Cardeais José Policarpo e Manuel Clemente. Rebelo de Sousa ressalvou que esta é a sua “opinião pessoal”, fruto do “conhecimento de muitos anos” de D. José Policarpo e D. Manuel Clemente.
Em 1 de agosto de 2022, num comunicado o Patriarcado de Lisboa declarou que um sacerdote foi suspenso de funções, enquanto decorre o apuramentos dos factos, num caso de possível violação duma mulher adulta. O caso, sem relação com o primeiro, foi comunicado às autoridades civis competentes, mas não se enquadra no âmbito da Comissão de Proteção de Menores.
Uma investigação da RTP afirma que D. Manuel Clemente terá protegido um padre (Inácio Belo) suspeito de abuso de menores em 2003, quando era bispo auxiliar de Lisboa e reitor do seminário de Olivais. D. José Policarpo, na altura cardeal-patriarca, e o então bispo auxiliar Manuel Clemente, optaram por manter o padre em funções. O padre viria a cessar funções em 2010, ainda durante o mandato patriarcal de D. José Policarpo. O processo criminal foi arquivado pelo Ministério Público por motivo de prescrição.
Depois do encontro com o Papa Francisco a seu pedido, ocorrido a 5 de agosto de 2022, terá colocado o seu lugar à disposição. O Papa Francisco terá pedido que permanecesse no cargo até às Jornadas Mundiais da Juventude, que decorreram em Lisboa em agosto de 2023 - se o seu estado de saúde o permitisse -, ano em que completou 75 anos e pediu a renúncia ao cargo por limite de idade.
Em março de 2023, após a divulgação dos nomes de sacerdotes suspeitos de abuso sexual pela Comissão Independente para o estudo de abusos sexuais de menores na Igreja Católica, defendeu que nenhum bispo poderia afastar preventivamente, sem provas, um padre suspeito de abuso sexual de menores, alegando que apenas o Vaticano poderia decretar a pena de suspensão de um sacerdote. As declarações vieram a revelar-se falsas, tendo em consideração que o próprio D. Manuel Clemente, de acordo com recomendação da Comissão Diocesana de Proteção de Menores, acabou por afastar preventivamente quatro sacerdotes em março de 2023, por suspeita de abuso sexual de menores. Três dos sacerdotes acabariam por retomar funções em julho de 2023. Ainda em março de 2023, defendeu que falar em indemnizações às vítimas de abuso sexual por membros do clero seria «insultuoso para as vítimas», o que foi fortemente criticado por membros da Comissão Independente para o Estudo de Abusos Sexuais de Menores na Igreja Católica e pela Associação Portuguesa de Apoio à Vítima. Em maio de 2023, reconheceu que o adjetivo «insultuoso» foi utilizado de forma errada, mas defendeu que apenas o tinha utilizado por ter conhecido, através da Comissão Independente, que a maioria das vítimas não havia solicitado qualquer indemnização.

### Ponte sobre o rio Trancão

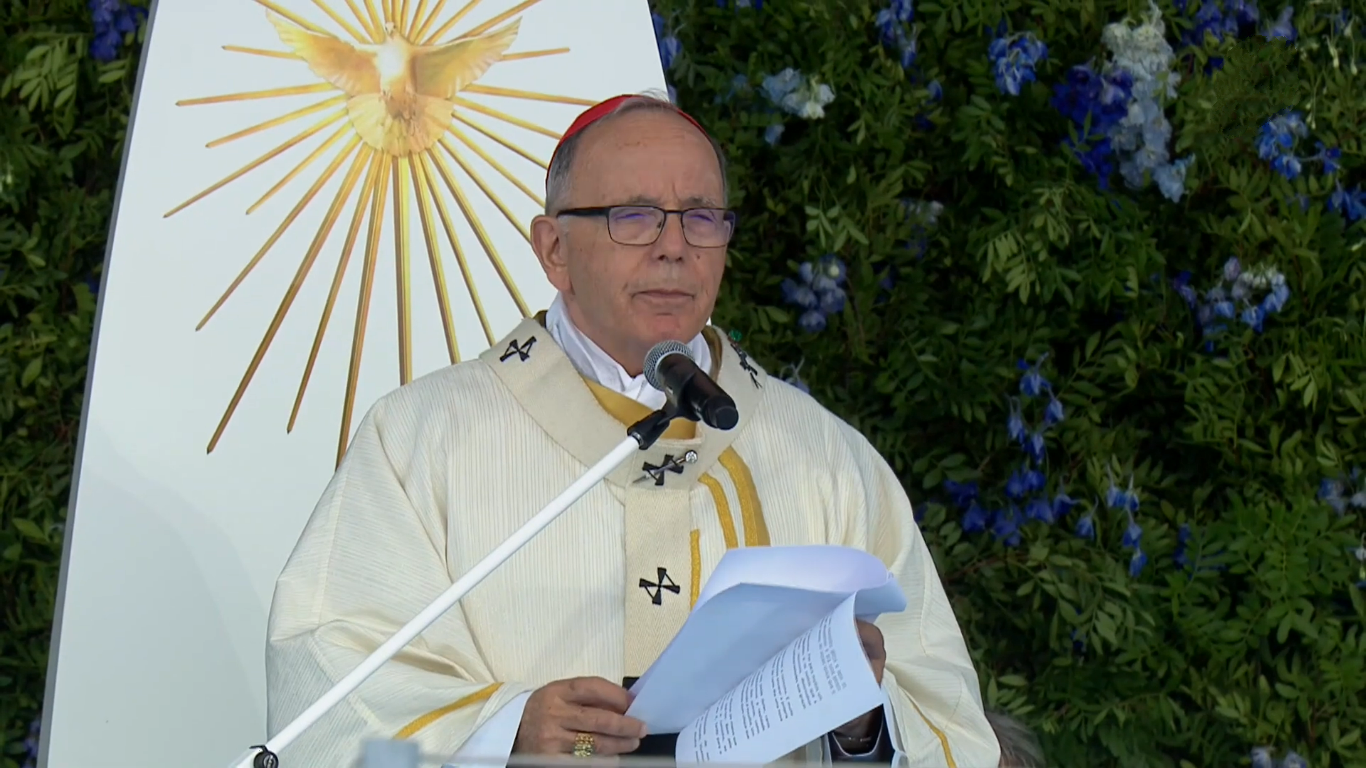
D. Manuel Clemente faz a homilia da Missa de Abertura da Jornada Mundial da Juventude de 2023

A 11 de agosto de 2023, foi anunciado nos meios de comunicação que a nova ponte ciclopedonal que liga os concelhos de Lisboa e Loures, sobre o rio Trancão, na zona oriental da cidade, vai chamar-se Ponte Cardeal Dom Manuel Clemente, conforme decisão da Câmara Municipal de Lisboa.
O presidente da câmara da capital, Carlos Moedas, afirma que os lisboetas "estão profundamente agradecidos" ao cardeal pelo seu contributo "para um momento marcante para a cidade, a JMJ que ficará gravado na história de Lisboa e nos corações de todos os que o viveram".
Logo a seguir, foi lançada uma petição contra o nome da ponte, dirigida à Câmara Municipal de Lisboa, exigindo a alteração do nome da ponte. A petição invoca “a suposta laicidade do Estado”.
D. Manuel Clemente nunca se declarou a favor de que a ponte fosse batizada com o seu nome, em 14 de agosto de 2023 declarou recusar-se a atribuir o seu nome à ponte, alegando que não quer que  «que a atribuição seja causa de divisão, ou que alguém se sinta ofendido».
A 7 de Setembro de 2023 o Presidente da República Marcelo Rebelo de Sousa, em visita ao Parque Tejo, propôs que a Ponte do Rio Trancão tenha o nome de Ponte Papa Francisco.

## Ordenações

### Ordenações episcopais
Foi o principal sagrante dos seguintes bispos:
- José Augusto Traquina Maria (2014)
- José João dos Santos Marcos (2014)
- José Ornelas Carvalho, S.C.I. (2015)
- José Tolentino de Mendonça (2018)
- Daniel Batalha Henriques † (2018)
- Rui Manuel Sousa Valério, S.M.M. (2018)
- Américo Manuel Alves Aguiar (2019)

E foi consagrante de:
- António José da Rocha Couto, S.M.P. (2007)
- Joaquim Augusto da Silva Mendes, S.D.B. (2008)
- João Evangelista Pimentel Lavrador (2008)
- Ildo Augusto dos Santos Lopes Fortes (2011)
- Pio Gonçalo Alves de Sousa (2011)
- Nuno Brás da Silva Martins (2011)
- Delfim Jorge Esteves Gomes (2022)
- Nuno Isidro Nunes Cordeiro (2024)
- Alexandre Coutinho Lopes de Brito Palma (2024)

## Condecorações e distinções

### Condecorações e medalhas
- Grã-Cruz da Ordem Militar de Nosso Senhor Jesus Cristo de Portugal (outorgada pelo Presidente da República Portuguesa Aníbal Cavaco Silva a 11 de maio de 2010 e imposta a 30 de agosto de 2010),[45] atribuição enquadrada na Visita Apostólica de Bento XVI a Portugal.[46]
- Grã-Cruz da Ordem Pro Piis Meritis da Ordem Soberana e Militar Hospitalária de São João de Jerusalém, de Rodes e de Malta (12 de dezembro de 2012)[47]
- Medalha Municipal de Honra da Cidade do Porto e o título de Cidadão do Porto pela Câmara Municipal do Porto a 25 de abril de 2011.[48]
- Medalha de Honra do Município e o título de Cidadão Honorário de Vila Nova de Gaia atribuída pela Câmara Municipal de Vila Nova de Gaia a 24 de abril de 2012.[49]
- Medalha de Honra do Município atribuída pela Câmara Municipal do Marco de Canavezes a 15 de outubro de 2010.[50]
- Medalha de Honra do Município, atribuída pela Câmara Municipal de Valongo[51] em 14 de janeiro de 2011.[52]
- Medalha de Honra da Cidade – Grau Ouro pela Câmara Municipal de Gondomar a  27 de janeiro de 2012.[53]
- Chave de Honra da Vila de Melres atribuída pela Junta de Freguesia de Melres a 24 de fevereiro de 2012.[54]
- Grã-Cruz da Real Ordem Militar de Nossa Senhora da Conceição de Vila Viçosa de Portugal (outorgada por D. Duarte Pio de Bragança)

### Distinções
- Prémio Pessoa, em 11 de dezembro de 2009, por ser “uma referência ética para a sociedade portuguesa no seu todo”,[55] o primeiro dignitário da Igreja a receber esta distinção.
- Doutoramento Honoris causa em Ciência Política, Cidadania e Relações Internacionais atribuído pela Universidade Lusófona do Porto em 18 de maio de 2012.[56]

## Obras e artigos publicados
Segue-se uma lista de livros, estudos e artigos da autoria de D. Manuel Clemente sobre temas das áreas de História, Teologia e Pastoral, publicados em edições e revistas da especialidade: